# Kwee Kiat Sek
Kwee Kiat Sek, później Arief Kusnadi (ur. 11 stycznia 1934 w Dżakarcie, zm. 30 sierpnia 2001 tamże) – indonezyjski piłkarz pochodzenia chińskiego, członek kadry narodowej w latach 50. XX wieku. Reprezentant Indonezji na Letnich Igrzyskach Olimpijskich 1956 (Melbourne).

## Życiorys
Urodził się w 1934 roku w Dżakarcie jako syn Suryego Kusnadiego i Liani Gunawan. Mieszkał tam od najmłodszych lat. Grywał w piłkę nożną w klubie Sin Kian, a potem w stołecznym zespole UMS (Union Makes Strength). W 1951 roku został zawodnikiem klubu Persija Dżakarta, z którym związał się na dłużej. Również w tym samym czasie zadebiutował w reprezentacji narodowej.
W 1955 ukończył SMA Kristen Pintu Air. Później przez dwa lata studiował kierunki lekarskie na Institut Teknologi Bandung. W 1959 roku powrócił do stolicy kraju i studiował stomatologię na Universitas Res Publika. W 1962 roku wycofał się z futbolu na rzecz studiów.
Kwee wystąpił w co najmniej kilkunastu oficjalnych meczach międzynarodowych. Grał też w spotkaniach nieoficjalnych. Jednym z takich spotkań było starcie pomiędzy Indonezją a młodzieżową reprezentacją USA (16 listopada 1956). Indonezja wygrała ten mecz 7–5, a Kwee grał w tym meczu cały regulaminowy czas.
W 1955 roku rozegrał m.in. towarzyskie spotkanie reprezentacyjne w Dżakarcie z mozambickim klubem Ferroviário Lourenço Marques (24 grudnia 1955), w którym padł wynik 2–2. 15 stycznia 1956 roku, grał w meczu z drugą reprezentacją Jugosławii. Jego drużyna przegrała 2-7. We wrześniu 1956 roku, grał jeszcze w trzech meczach towarzyskich, ale już z pierwszymi reprezentacjami następujących krajów: NRD, Jugosławii i Chorwacji, która była wówczas częścią Jugosławii. We wszystkich trzech meczach, Indonezja przegrała. Kwee Kiat Sek grał jednak zawsze pełne 90 minut.
Największym sukcesem sportowym Kwee Kiat Seka był jednak awans z reprezentacją na Letnie Igrzyska Olimpijskie 1956. Był wówczas zawodnikiem klubu Persija Dżakarta.
W Melbourne grano od razu w systemie pucharowym. Jego reprezentacja rozegrała dwa mecze w ćwierćfinale (w obydwóch, Kwee grał w podstawowym składzie). Indonezyjczycy nie rywalizowali w 1/8 finału, gdyż mieli wolny los. Na Olympic Park Stadium, Indonezyjczycy podejmowali zdecydowanie bardziej faworyzowaną reprezentację ZSSR. W pierwszym meczu Indonezyjczycy sensacyjnie bezbramkowo zremisowali z radzieckimi piłkarzami. Potrzebny był dodatkowy mecz do wyłonienia półfinalisty turnieju (nie rozgrywano wówczas dogrywek ani konkursu rzutów karnych). W tymże meczu, Indonezyjczycy przegrali 0–4. Zakończyli oni swój udział na miejscach 5–8.
Po igrzyskach wrócił do rodzimego kraju, gdzie wystąpił w towarzyskim meczu przeciwko reprezentacji Jugosławii. Indonezyjczycy przegrali 1–5. Kwee grał w pełnym wymiarze czasowym.
W czasie swojego pobytu w Bandungu, zdobył z tamtejszym Persibem wicemistrzostwo kraju (sezon 1957–1959). W sezonie 1959–1961, grał już w swoim dawnym klubie z Dżakarty, z którym zdobył trzecie miejsce w Indonezji.
W 1967 roku zmienił imię i nazwisko na Arief Kusnadi. W 1969 roku ukończył ostatecznie stomatologię. Został wykładowcą w tej samej szkole, która w 1967 zmieniła nazwę na Universitas Trisakti. W latach 70. otworzył własną klinikę dentystyczną. W wolnym czasie grał w tenisa, wspomagał też finansowo swój dawny klub UMS. W 1996 roku jego stan zdrowia znacznie się pogorszył (miał wysokie ciśnienie, choroby serca i cukrzycę), przez co wycofał się z praktykowania i wykładania na Un. Trisakti. Zmarł 30 sierpnia 2001 roku na atak serca. Pochowany został w Dżakarcie, na cmentarzu Jati Petamburan.